# Coldplay
A Coldplay egy angol rock és pop együttes, amely 1997 januárjában alakult. Tagjai: Chris Martin énekes-gitáros-zongorista, Jonny Buckland gitáros, Guy Berryman basszusgitáros és Will Champion dobos. Több mint 30 millió lemezt adtak el és olyan ismert slágereik vannak, mint például a Yellow, a Scientist, a Speed of Sound, Grammy-díjas Clocks, vagy az ötödik stúdióalbumukról a "Paradise". Az együttes egyébként jelenleg hét Grammy-díj birtokosa.
A zenekar tagjai először a University College Londonon találkoztak, Big Fat Noises néven, majd a végleges név előtt Starfish-re váltottak. Miután függetlenül kiadták a Safety (1998) című bővített lemezt, 1999-ben leszerződtek a Parlophone kiadóval, és kiadták debütáló albumukat, a Parachutes-t (2000), amelyen az áttörést hozó "Yellow" című kislemez is szerepelt. A lemez Brit Awardot kapott az Év Brit Albuma díjért és Grammy-díjat a Legjobb Alternatív Zenei Album díjért. A csoport folytatása, az A Rush of Blood to the Head (2002) ugyanezeket az elismeréseket nyerte el. Az X&Y (2005) lezárta azt, amit ők trilógiának tekintettek. Utódja, a Viva la Vida or Death and All His Friends (2008) Grammy-díjat kapott a Legjobb Rock Album kategóriában. Mindkét lemez több mint 30 országban vezette a slágerlistákat, és évük legkelendőbb albumai lettek világszerte. A Viva la Vida címadó dala volt az első brit zenészek által írt dal, amely egyszerre érte el az első helyet az Egyesült Államokban és az Egyesült Királyságban a 21. században.
A Coldplay a következő albumaival tovább bővítette repertoárját, többek között a Mylo Xyloto (2011), Ghost Stories (2014), A Head Full of Dreams (2015), Everyday Life (2019), Music of the Spheres (2021) és Moon Music (2024) címűekkel, amelyek olyan műfajokból merítenek, mint az elektronikus zene, az R&B, az ambient, a diszkó, a funk, a gospel, a blues és a progresszív rock. A csoport további törekvései közé tartozik a filantrópia, a politika és az aktivizmus, számos humanitárius projekt támogatása és a nyereség 10%-ának jótékonysági célú felajánlása. 2018-ban, 20. évfordulójuk alkalmából egy Mat Whitecross rendezésében készült, karrierjüket átfogó film jelent meg.
Több mint 100 millió eladott albummal világszerte a Coldplay minden idők egyik legkelendőbb zenei előadója. Ők az első zenekar a Spotify történetében, amely elérte a havi 90 millió hallgatót. A Fuse a legtöbb díjat elnyert előadók közé sorolta őket, beleértve a zenekarok által elnyert legtöbb Brit Awards rekordját is. Az Egyesült Királyságban az 50 legkelendőbb album közül hárommal rendelkeznek, a legtöbbször az Egyesült Királyság albumlistájának élén állnak anélkül, hogy lemaradnának a top 10-ről, és a 21. század legtöbbet játszott együttese címet is elnyerték a brit médiában. 2021-ben a "My Universe" volt az első brit együttes dala, amely a Billboard Hot 100 élén debütált. A Coldplaynek minden idők két legnagyobb bevételt hozó és a legtöbben látogatott turnéja van. A brit hanglemezipar a világ egyik „legbefolyásosabb és legúttörőbb előadójának” nevezte őket, míg a Rock and Roll Hírességek Csarnoka az A Rush of Blood to the Head albumot felvette a 200 legbefolyásosabb album listájára, a „Yellow” című albumot pedig a „ Dongs That Shaped Rock and Roll” kiállításra. 2023-ban a csoport szerepelt az első Time 100 Climate rangsorban. Népszerűségük ellenére megosztó kulturális ikonoknak számítanak. 

## Történet

### 1997–1999: Megalakulás és az első évek
Martin, Berryman, Buckland és Champion a londoni egyetemen (University College) ismerték meg egymást, s 1996 szeptemberében ott alapították meg első együttesüket. Martin ókori történelmet tanult, Berryman előbb mérnöki tudományokat, majd építészetet – ám, ellentétben a többiekkel, ő tanulmányait végül nem fejezte be –, Buckland matematikát és csillagászatot és Champion pedig antropológiát.
Chris Martin és Jonny Buckland, akik már az egyetem első tanítási hetén megismerkedtek, kötöttek először barátságot. Előbb egy Pectoralz nevű együttesben játszottak, míg egyik évfolyamtársuk, Guy Berryman, hozzájuk nem csatlakozott. Majd, már négyesben együttest alapítottak Starfish néven. Kisebb klubokban léptek fel Camdenben. Phil Harveyt, Chris Martin barátját, aki szintén ókori történelmet tanult az egyetemen, kérték fel menedzserüknek. Martin szobatársa, Tim (akit ma Tim Rice-Oxley-ként ismerünk a Keane-ből) akkoriban egy Coldplay nevű zenekarban játszott, amelynek a nevét Philip Horkys verseskötete, a Childs Reflections, Cold Play ihlette. Viszont szerettek volna maguknak már egy új nevet – szerintük ugyanis a Coldplay túl lehangoló –, így aztán átadták Martinéknak a Coldplay együttesnevet.
1999 márciusában jelent meg a Safety EP, amelyből csak 500 példányt adtak ki. Többségük demo tape-ként szolgált, piacra csak 50 darab került belőle. Így ritkaságnak számít, gyűjtőknek való csemege. A Coldplay-t aztán szerződtette a független Fierce Panda Records. Az első EP, amit megjelentettek, a Brothers And Sisters volt, amelyet 1999 februárjában négy egymást követő nap alatt, egyszerre sikerült felvenniük.
1999 tavaszán a Coldplay aláírt a Parlophone-nál (amelyhez a mai napig szerződés köti őket) egy öt albumra szóló szerződést. Miután pályájukon először felléptek a Glanstonbury Festivalon, stúdióba vonultak, s felvették harmadik EP-jüket (The Blue Room), amelyből októberben 5000 darab került piacra. A felvételek alatt vita alakult ki az együttesen belül, amelynek következtében Martin kidobta Championt a zenekarból, majd később mégiscsak visszavette őt. Hogy többször ne történjen ilyen, a következő szabályok bevezetése mellett döntöttek: 1. A hasznot egymást közt megosztják. 2. Ha valaki drogozik, kizárják az együttesből.

### 2000–2001: Parachutes
1999 márciusában a Coldplay elkezdett debütáló lemezükön dolgozni, amit a Rockfield Studiosban vettek fel Ken Nelson brit producerrel. A carlingi NME turnén is játszottak, amely új előadókat vonultatott fel. Három sláger nélküli EP után a Coldplay először ért el helyezést a Top 40-ban a "Shiver" című kislemezzel. A kislemezt 2000 márciusában adták ki, és 35. helyezést ért el a UK Singles Chart-on. 2000 júniusában indult az együttes első saját turnéja, és felléptek a Glastonbury Festival-on is. Ebben a hónapban jelent meg új kislemezük, a "Yellow", ami áttörés volt az együttes számára. A dal negyedik lett a UK Singles Chart-on és a Coldplay bekerült a köztudatba.
A Coldplay első teljes hosszúságú albuma, a Parachutes 2000 júliusában jelent meg, és első helyezést ért el a UK Albums Charton. A kritikusok is elismerően szóltak róla. A "Yellow"-t és a "Trouble-t" rendszeresen játszották a brit és az amerikai rádiók. Az albumot nevezték a Mercury Music Prize-ra (2000), 2001-ben pedig elnyert egy Grammy-t. Összességében eddig világszerte több mint nyolc millió példány kelt el belőle. Nagy-Britanniában 33 hétig volt benne Top 10-ben. Martinék ezzel az LP-vel nevet szereztek maguknak. A kritikusok gyakran hasonlították a Coldplay-t a Radiohead együtteshez.

### 2002–2004: A Rush of Blood to the Head
A második albumukat, amelynek A Rush of Blood to the Head a címe, a sokoldalúság jellemezi: több benne a rockos elem, s intellektuálisabb is, mint a debütáló album volt. Mindez nem csökkentette az együttes sikerét, s a kritikusoknak is tetszett. Az album két Grammy-t is kapott, mégpedig a Legjobb alternatív album és az In my Place-ért a Legjobb dal kategóriában. Mind a brit, mind a német albumok listáján első helyezést ért el. Az USA-ban ötödik lett. Messze meghaladta a debütáló albumuk sikerét, világszerte több mint 12 millió példány fogyott el belőle.
A Coldplay második turnésorozata, az A Rush of Blood to the Head Turné 2002 júniusától 2003 szeptemberéig tartott. Mind az öt kontinensen rendeztek koncerteket, és az együttes ismét fellépett a Glastonbury Festival-ön, továbbá a V2003 zenei fesztiválon és a Rock Werchter fesztiválon is. Sok koncert világítása és a kivetítő használata a U2 Elevation Tourjához volt hasonló. A turnéból a Coldplay egy CD- és DVD-felvételt is készített Live 2003 címen, Sydney-ben, a Hordern Pavilion-ben.

### 2005–2007: X&Y

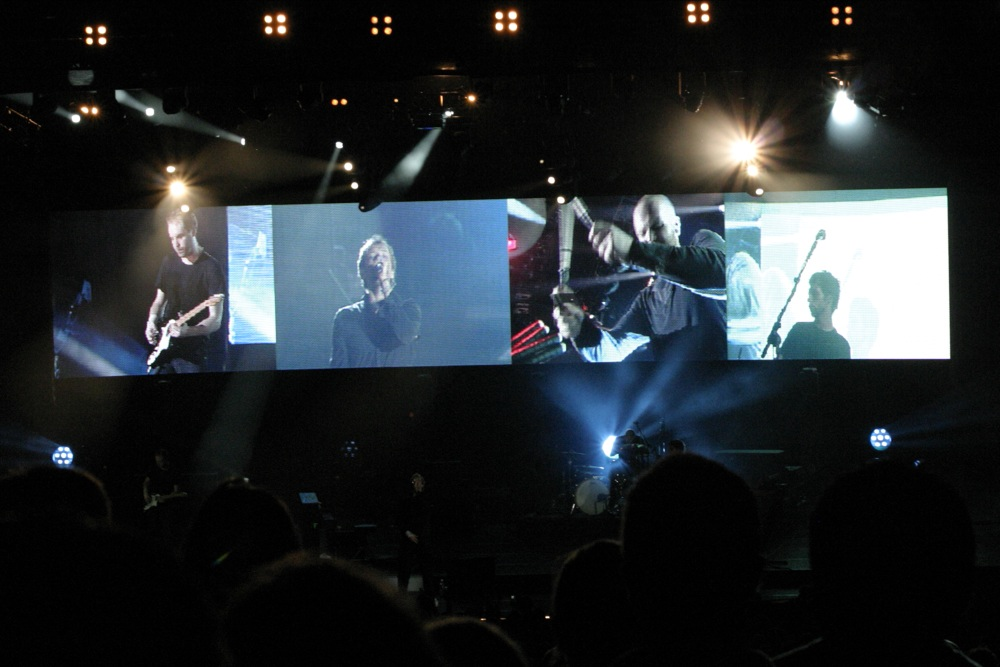
Coldplay Live 2005

A Coldplay a 2004-es év nagy részét elvonulva, a rivaldafénytől távol töltötte; szüneteltették a turnézást, hogy elkészíthessék a harmadik albumukat. Az X&Y 2005 júniusában jelent meg Nagy-Britanniában és Európában. A csúszás miatt az album csak a következő üzleti évben jelent meg, melynek következtében csökkent az EMI Music részesedése. Az X&Y a 2005-ös év legjobban fogyó lemeze lett, 8,3 millió eladott példánnyal. Máig összesen több mint 10 millió példány fogyott belőle. A kislemezen megjelent Speed of Sounddal sikerült először világsikert aratniuk. A Coldplay felkerült vele az USA Billboard Chartsának első tíz helyezettje, valamint a német sikerlista első 20 helyezettje közé. A Speed of Sound 2005-ben megnyerte az MTV Europe Music Awardot a Legjobb dal kategóriában. Egyébként az X&Y albumon található Talk című dal a Kraftwerk német együttes Computer Love című művének az adaptációja.
2005. július 2-án felléptek a Live 8 koncerten Londonban. Az In My Place és a Fix You című saját dalaikon kívül előadták Richard Ashcrofttal együtt a The Verve-től a Bitter Sweet Symphony-t is.

### 2008–2010: Viva la Vida or Death and All His Friends
A negyedik stúdióalbumhoz, a Viva la Vida or Death and All His Friends címűhöz, társproducerként bevették Brian Enót, aki az együttest, amely már a feloszlás gondolatával foglalkozott, kirángatta a kátyúból. Az album Magyarországon is 2008 nyarán jelent meg.
A Viva la Vida or Death and All His Friends című album stílusa alaposan eltér a Coldplay eddigi dalaitól. Van rajta két úgynevezett rejtett szám is, a Chinese Sleep Chant és a The Escapist.
Az album borítóján Eugène Delacroix A szabadság vezeti a népet című 1830-as festménye látható. A festmény a francia nép szabadságvágyát fejezi ki. Történelmi háttere az úgynevezett júliusi forradalom, amelyben a francia polgárok véres összecsapások révén politikai jogokat vívtak ki maguknak abszolút uralkodójukkal, XVI. Lajossal szemben. Az album borítóján szereplő festményre a Viva la Vida felirat van mázolva.
A Coldplay 2008. június 16-án Londonból indult Viva La Vida című világturnéjára. Koncertek voltak Nagy-Britannián kívül az USA-ban, Kanadában, Japánban, Franciaországban, Spanyolországban, Németországban, Ausztriában, Csehországban, Svédországban, Norvégiában, Svájcban, Olaszországban, Hollandiában és Belgiumban is. Magyarországon szeptember 23-án léptek fel a Papp László Budapest Sportarénában. A turné 2008. december 19-én Belfastban ért véget.
A lemez borítója a 2008-as év harmadik legjobb lemezborítója lett több magazin összesített listáján.
Ha csak digitális formában is, de 2008. november 11-én jelent meg a Coldplay “Lost!” című EP-je. A kislemezen az eredeti verzió mellett egy akusztikus, egy élő és egy Jay-Z-vel közösen készült verzió is helyet kapott. 2008 decemberében Chris Martin azt nyilatkozta, hogy feloszlatja az együttest: “Most 31 éves vagyok, és szerintem 33 éves kor fölött már nem kellene folytatniuk pályafutásukat a zenekaroknak. Ezért most még megpróbálunk mindent kihozni magunkból, a jövő év végéig mindent beleadunk, aztán befejezzük. Nem hiszem, hogy a hosszabb pihenő segíthetne. Még nem kezdtünk el kopaszodni, képesek vagyunk megvalósítani zenei elképzeléseiket, ezért most kell dolgoznunk, ameddig lehet” – nyilatkozta a Daily Starnak Martin. Később azonban kiderült, hogy a Coldplay nem fog feloszlani. Chris Martin azt nyilatkozta a The Guardiannek, hogy az ötödik lemez munkálatait úgy kell folytatniuk, "mintha ez lenne az utolsó, mert csak így lehet tovább haladni."
A Coldplay már nyáron beharangozta, hogy írtak és felvettek egy közös dalt Kylie Minogue ausztrál énekesnővel. 2008-as, milliós példányszámban eladott albumukra mégsem tették fel, mert az nem illett a lemez élet-halál tematikájába. Chris Martin azonban megerősítette, hogy a felvétel mindenképp hallható lesz egy 2009-ben megjelenő albumukon, különösen, mivel ez lesz a Coldplay első hivatalos “duettje”.
2008. december 4-én azonban a meglepetés teljes erejével nyilvánosságra hozták a dalt. A ‘Lhuna’ című szerzeményt a napokban debütáló Redwire honlapról lehet letölteni. A dal hangzásvilága egy farkasembert idéz, aki szomorú duettet énekel egy a csillagok és a Hold közt lebegő magányos szépséggel. A befolyt összeget életmentő gyógyszerek vásárlására fordítják, melyeket HIV vírussal fertőzött afrikai betegeknek juttatnak majd el. A site szerdánkent, heti rendszerességgel különleges felvételeket kínál fel letöltésre, a befolyt összeg felét pedig jótékony célokra fordítják.
A 2009. január 5-étől a zenekar mindenki számára ingyenessé tette a ’Viva la Vida’ című megaslágerre készült legújabb remixet, melyet The Thin White Duke alias Stuart Price készített. Egyébként ő volt az, aki korábban a ‘Talk‘ nagy sikerű remixét is magának tudhatta.
A Coldplay 2009 februárjában stúdióba vonult, hogy elkezdje következő lemeze munkálatait, ám Chris Martin nem tartott az együttessel. A frontembert kitették a zenekarból átmenetileg, ugyanis Brian Eno producer úgy vélte, nélküle jobban menne a munka. “A ‘Viva La Vida’ jó lemez volt. De tudom, hogy ennél is jobbra vagytok képesek” – írta a Coldplayhez címzett levelében Eno, mielőtt felvetette, hogy Martin nélkül kellene elkezdeni a próbákat.
A csapat két hétig dolgozott Martin nélkül, az énekes a váratlanul jött szabadidőt arra használta ki, hogy egy rövid szólóműsort vegyen fel az egyik londoni rádió számára. “Érdekes lesz, még sosem próbáltam ilyesmit” – mondta a közönségnek a szólószett előtt, amelynek során négy számot adott elő, félig zongora-, félig gitárkísérettel.
Chris Martin elmondta: zenekara szeretné meghálálni a rajongóknak, hogy a mostani nehéz gazdasági helyzetben is lelkesen látogatják a koncertjeit. A hála egy ingyenes koncertlemezben materializálódhatna, ennek megjelentetése azonban nem volt egyszerű, mert szükséges volt hozzá az EMI kiadó beleegyezése is, vagy más egyéb úton kellett megkerülni a lemezcéget. Az elképzelések szerint csak az juthatna hozzá ingyen a kiadványhoz, aki koncertjegyet vesz, és elmegy a Coldplay fellépésére…
- "Hosszú turné várható nyáron, ennek során jó lenne rögzíteni egy albumot, amit a recesszióra való tekintettel ingyen adnánk majd mindenkinek, aki eljön a fellépéseinkre. Jelenleg azt vizsgáljuk, hogyan tudnánk ezt megvalósítani. A lemezszerződésünk miatt kicsit nehézkes és trükkös az ötlet kidolgozása, de nagyszerű lenne, ha sikerülne véghezvinni. Remek módja lenne annak, hogy köszönetet mondjunk mindenkinek, hiszen rendkívül nehéz gazdasági helyzetben vagyunk, az emberek mégis sok pénzt költenek koncertekre. Terveink szerint mindenki, aki eljön a fellépéseinkre, ingyen hozzájuthatn a lemezhez" – nyilatkozta Martin.
Az ígéret meg is valósult, május közepétől a közönség minden tagja – a fesztiválfellépések kivételével – minden idei Coldplay-koncerten ingyen megkapja a ‘LeftRightLeftRightLeft’ című koncertalbumot, aki pedig nem jár ilyen eseményen, digitális formátumban ingyen letöltheti a lemezt a zenekar hivatalos honlapjáról. A kilencszámos lemez anyagát a tavalyi, Viva La Vida elnevezésű turné fellépésein rögzítették.
“Leginkább élőben szeretünk játszani. Ez az album egy köszönetnyilváníás a rajongók felé, akik lehetőséget adtak arra, hogy ez a lemez elkészülhessen” – áll az együttes közleményében.
A Sacha Baron Cohen által megformált Brüno című film londoni bemutatói előtt – egyes mozikban – a Coldplay legújabb, ’Strawberry Swing’ című klipjét vetítették. A klipet Shynola rendezte (Radiohead, Blur, Beck), és a Brüno-ban egyébként Chris Martin is feltűnik, aki saját magát alakítja a filmben.
A Nielsen SoundScan nevű információs rendszer adatai alapján a Coldplay lett az első zenekar a világon, amelynek albumait több mint egymillióan töltötték le az Egyesült Államokban. Chris Martinék jelenleg 1,38 millió letöltésnél járnak, ehhez jön hozzá az a további kétmillió Coldplay-album, amit a világ többi részén szereztek be a világhálóról…
Az összesítésbe a zenekar eddigi négy stúdiólemezét számolták bele, plusz egy koncertalbumot és egy EP-t. A Soundscan számításai nem teljesen akkurátusak, hiszen csak a hivatalosan internetes forgalomba hozott lemezeket vették górcső alá, így például kimaradt a szórásból a Radiohead 2007-es ‘In Rainbows’ lemeze, amelyet a zenekar honlapjáról lehetett letölteni, akár ingyen is.
A Viva la Vida turnét követően a Coldplay bejelentett egy újabb „latin-amerikai turnét” 2010 februárjában és márciusában, amelynek során Mexikóba, Argentínába, Brazíliába és Kolumbiába látogatnak el. 2009 októberében a Coldplay elnyerte az Év Dala díjat a „Viva la Vida” című dallal az Amerikai Zeneszerzők, Szerzők és Kiadók Társaságának (ASCAP) londoni díjátadóján. 2009 decemberében a Rolling Stone olvasói a csoportot a 2000-es évek negyedik legjobb előadójának szavazták meg, és felkerültek a Q magazin évszázad előadóinak listájára is. 2010 decemberében a zenekar kiadta a „ Christmas Lights ” című albumát. A dal nagyon pozitív kritikákat kapott, a videoklipben pedig Simon Pegg színész , Chris Martin közeli barátja cameoszerepet játszik , aki egy hegedűs Elvis-imitátort alakít a háttérben.

### 2011–2012:Mylo Xyloto
A zenekar 2011 közepén fejezte be az új album felvételét. Amikor Martint és Championt a BBC Rádió interjúvolta meg, és az album dalszövegeinek témáiról kérdezték őket, Martin így válaszolt: „A szerelemről, a függőségről, a kényszerbetegségről, a menekülésről és arról szól, hogy valakiért dolgozunk, akit nem kedvelünk”. Amikor arról kérdezték őket, hogy megjelenik-e az ötödik albumuk nyárra, Martin és Champion azt mondták, hogy rengeteg munka van még hátra a megjelenésig. A megjelenés előtt számos fesztiválfellépést erősítettek meg, köztük egy fő fellépést a 2011-es Glastonbury Fesztiválon, a T in the Parkban, az Austin City Limits Zenei Fesztiválon, a Rock in Rio-ban, és a Lollapalooza fesztiválon. 
Egy 2011. január 13-i interjúban a Coldplay megemlítette, hogy két új dal fog szerepelni a közelgő ötödik albumukon, a "Princess of China és az "Every Teardrop Is a Waterfall. Egy februári interjúban, a Parlophone elnöke, Miles Leonard a HitQuartersnek elmondta, hogy a zenekar még mindig a stúdióban dolgozik az albumon, és hogy a végleges verzió várhatóan "az idei év ősze körül" jelenik meg. 2011. május 31-én a Coldplay bejelentette, hogy az "Every Teardrop Is a Waterfall" az ötödik album első kislemeze. A dal 2011. június 3-án jelent meg. A zenekar öt új dalt mutatott be fesztiválokon 2011 nyarán: "Charlie Brown", "Hurts Like Heaven", "Us Against the World", "Princess of China" és "Major Minus". 
2011. augusztus 12-én a Coldplay hivatalos weboldalán bejelentette, hogy a Mylo Xyloto az új album címe, és hogy 2011. október 24-én jelenik meg. Szeptember 12-én a zenekar kiadta a "Paradise" című dalt, a második kislemezt a közelgő Mylo Xyloto albumukról. 2011. szeptember 23-án megkezdődött a jegyértékesítés a Coldplay európai turnéjára. A nagy kereslet miatt a helyszínek másodpercek alatt elfogytak. A Mylo Xyloto 2011. október 24-én jelent meg, pozitív kritikákat kapott, és több mint 34 országban vezette a slágerlistákat.
A Coldplay Mylo Xyloto turnéjának világítástervezése A lézer- és fényeffektek a csoport Mylo Xyloto turnéjáról
2011. október 19-én a Coldplay dalokat adott elő az Apple Inc. Steve Jobs -emlékműsorán, többek között a "Viva la Vida", a "Fix You", a "Yellow" és az "Every Teardrop Is a Waterfall" című dalokat. Október 26-án a madridi Plaza de Toros de Las Ventas -on tartott "Amex Unstaged" koncertjüket a YouTube élő webes közvetítésként közvetítette Anton Corbijn rendezésében. 2011. november 30-án a Coldplay három Grammy-jelölést kapott az 54. éves Grammy-díjátadón, amelyet 2012. február 12-én rendeztek Los Angelesben, és a zenekar Rihannával lépett fel az ünnepségen. 2012. január 12-én a Coldplay-t két Brit Awards- díjra jelölték. 2012. február 21-én harmadszorra is elnyerték a legjobb brit együttesnek járó Brit Awards díjat. Az album az Egyesült Királyság legkelendőbb rockalbuma volt, 908 000 példányban kelt el. Az album második kislemeze, a " Paradise " szintén a legkelendőbb rockkislemez volt az Egyesült Királyságban, 410 000 példányban kelt el.  A 2012-es MTV Video Music Awards díjátadón a "Paradise" elnyerte a legjobb rockvideó díjat.  Mylo Xyloto több mint 8 millió példányban kelt el világszerte.
A Coldplay volt a fő fellépője a 2012-es londoni paralimpiai játékok záróünnepségének 2012. szeptember 9-én, ahol olyan előadókkal együtt lépett fel, mint Rihanna és Jay-Z. A záróünnepségen való fellépésükhöz kapcsolódva a csoport engedélyezte a Zenepavilon Maratonon részt vevő zenekaroknak , hogy előadják 2008-as "Viva la Vida" című kislemezüket a játékok végének megünneplésére.
2012 októberében jelent meg a Coldplay " Hurts Like Heaven " című dalának videoklipje. A videoklip Mylo Xyloto, egy Major Minus által irányított zsarnokságban felnőtt fiú történetén alapult. A Mylo Xyloto című kitalált képregény folytatta a videoklipben bemutatott történetet, amikor a sorozat 2013 elején megjelent. A Live 2012 című koncertdokumentumfilm és élő album a Mylo Xyloto album népszerűsítésére szervezett turnéjukat mutatja be . A film premierje egyetlen estére, 2012. november 13-án volt a mozikban, és CD-n és otthoni videón 2012. november 19-én jelent meg.
November 21-én, a Mylo Xyloto turné részeként Brisbane-ben (Ausztrália) adott koncertjük után a Coldplay utalt arra, hogy három év szünetet tartanak a turnézásban.  A Coldplay két koncertet adott Jay-Z-vel a brooklyni Barclays Centerben , New Yorkban, december 30-án és szilveszterkor, amivel véget ért a Mylo Xyloto turné. A Mylo Xyloto turné a 2012-es év negyedik legnagyobb bevételt hozó turnéja volt világszerte, több mint 171,3 millió dolláros bevétellel a jegyeladásokból.

### 2013–2014:Ghost Stories
Egy 2012 végi interjúban a 2Day FM ausztrál rádióállomásnak Chris Martin elárulta, hogy a zenekar következő albumának címét „sokkal könnyebb lesz kiejteni”. Martin cáfolta a találgatásokat, miszerint szünetet tartanának a turnézásban, azzal, hogy: „Ez a hároméves szünet ötlete csak azért merült fel, mert egy ausztráliai koncerten azt mondtam, hogy lehet, hogy csak három évig leszünk ott. Ez valószínűleg igaz, de így működik egy világkörüli turné. Esélytelen, hogy hároméves szünetet tartsunk.” 
2013. augusztus 9-én a Coldplay bejelentette az "Atlas" című daluk megjelenését, amely az Éhezők viadala: Futótűz című film filmzenéjén is szerepelt. A megjelenést 2013. szeptember 6-ra (az Egyesült Királyság kivételével mindenhol) és szeptember 8-ra (Egyesült Királyság) halasztották. 2013 decemberében bejelentették, hogy a jövőbeli Coldplay-kiadványokat az Atlantic fogja forgalmazni az Egyesült Államokban a Warner Music-on belüli átszervezés miatt , amelyet a Parlophone EMI- től való felvásárlása követett. 
2014. február 25-én a zenekar bemutatta a "Midnight" című számot a még meg nem jelent albumukról. 2014 március elején bejelentették, hogy a zenekar hatodik albuma, a Ghost Stories, 2014. május 19-én jelenik meg. A Ghost Stories egy spirituális ihletésű album, amely Chris Martin által említett két fő téma körül forog. Az album a múltbeli cselekedetek gondolatát, valamint azok jövőre és a feltétel nélküli szeretetre való képességre gyakorolt hatását vizsgálja. A zenekar a hatodik stúdióalbumán más megközelítést alkalmazott a korábbi stúdióalbumaikhoz képest, Martin felkérte a zenekart, hogy eredeti dalszerzői anyaggal járuljanak hozzá az albumhoz, ahelyett, hogy az előző felvételek során az ő ötleteire építkeztek volna. 
Áprilistól júliusig a Coldplay egy hatállomásos Ghost Stories turnéra indult az album népszerűsítése érdekében, hat városban adva „intim” koncerteket: május 5-én a New York-i Beacon Theatre-ben, május 19-én a Los Angeles-i Royce Hallban, május 28-án a párizsi Casino de Paris -ban, június 12 -én a tokiói Tokyo Dome City Hallban , június 19-én Sydney-ben az Enmore Theatre- ben, és a turné zárásaként július 2-án Londonban, a Royal Albert Hallban lépett fel. Az album előrendelhetővé vált az iTunes- on az új "Magic" című kislemezzel együtt. Azóta további két kislemez, az "A Sky Full of Stars" és a "True Love" jelent meg az albumról. A Ghost Stories vegyes és pozitív kritikákat kapott. Az album az Egyesült Királyságban, az Egyesült Államokban és a legtöbb nagyobb piacon vezette a slágerlistákat. Grammy-díjra jelölték a legjobb pop vokális album kategóriában, az "A Sky Full of Stars" pedig a legjobb pop duó/csoportos előadás kategóriában. 2014 decemberében a Spotify a Coldplay-t nevezte meg a világ legtöbbet streamelt zenekarának 2014-ben, és a harmadik legtöbbet streamelt előadónak Ed Sheeran és Eminem mögött.

### 2015–2018:A Head Full of Dreams
2014. december 4-én Chris Martin egy Zane Lowe-val készített interjúban a BBC Radio 1-en bejelentette, hogy a Coldplay éppen a hetedik stúdióalbumán, az A Head Full of Dreams-en dolgozik. Martin megjegyezte, hogy ez lehet a zenekar utolsó albuma, és a Harry Potterhez hasonlította: „Ez a hetedik anyagunk, és úgy nézzük, mint az utolsó Harry Potter-könyvet vagy valami hasonlót”. Hozzátette, hogy a Ghost Stories promóciós erőfeszítéseikkel ellentétben a zenekar turnéra indul a hetedik lemezért. Egy Jo Whiley-val a BBC Radio 2-n adott interjúban Martin utalt az album stílusára, mondván, hogy a zenekar valami színes és felemelő, de nem fellengzős dolgot próbál alkotni. Azt is kijelentette, hogy ez valami olyan lesz, amire „mozgatni lehet a lábunkat”.
2014. december 11-én a zenekar bemutatta új dalát, a "Miracles"-t, amelyet az Angelina Jolie által rendezett, második világháborús Unbroken című drámához írtak és vettek fel. A 2015-ös Billboard Music Awards díjátadón, május 17-én a Ghost Stories elnyerte a legjobb rockalbum díjat. Szeptember 26-án a Coldplay fellépett a 2015-ös Global Citizen Fesztiválon a New York-i Central Park Great Lawn- jában, egy Chris Martin által szervezett eseményen, amely a globális szegénység megszüntetéséért szállt síkra. A Coldplay Beyoncéval, Ed Sheerannal és a Pearl Jammel együtt volt a fesztivál fő fellépője, amelyet az Egyesült Államokban szeptember 27-én az NBC, az Egyesült Királyságban pedig szeptember 28-án a BBC közvetített. 
November 6-án Nick Grimshaw Radio 1 Breakfast Show-jában a BBC-n a Coldplay megerősítette, hogy december 4-én jelenik meg az A Head Full of Dreams című album, és az albumról származó új dal, az "Adventure of a Lifetime" premierje is a műsorban volt. Az albumon vendégszerepelt Beyoncé, Gwyneth Paltrow, Noel Gallagher, Tove Lo és Barack Obama. Az album az Egyesült Királyságban az első, az Egyesült Államokban, Ausztráliában és Kanadában pedig a második helyen végzett, ahol Adele 25-ös dala tartotta a második helyen. Az "Adventure of a Lifetime" videóklipjében a zenekar csimpánzokként lépett fel. Konzultációt nyújtottak nekik a neves performansz-elkapó színész, Andy Serkis.
2015. november 27-én jelentették be a 2016-os A Head Full of Dreams turnéjuk első dátumait. Felsorolták a latin-amerikai és európai állomásokat, köztük három fellépést a londoni Wembley Stadionban júniusban. Később hozzáadták az észak-amerikai turnét, egy extra wembley-i koncertet és egy óceániai turnét. December 5-én a zenekar a 2015 ös londoni O2 Arénában megrendezett Jingle Bell Ball nyitónapjának fő fellépője volt. 2016. február 7-én a Super Bowl 50 félidei show-jának fő fellépői voltak, hozzájuk csatlakozott Beyoncé és Bruno Mars. 2016 áprilisában a zenekart a 2015-ös év hatodik legkelendőbb előadójának választották a világon. 
2016. június 26-án a Coldplay zárta az angliai Glastonbury Fesztivál utolsó napját. Fellépésük során duettet énekeltek Barry Gibb-bel, a Bee Gees utolsó életben maradt tagjával. A zenekar második estéjén, július 18-án a New Jersey-i MetLife Stadionban a Coldplayhez Michael J. Fox csatlakozott a színpadon, hogy újraalkossák a Vissza a jövőbe jelenetet. Martin elénekelte az "Earth Angel" című dalt, mielőtt bemutatta Foxot a színpadon, hogy csatlakozzon a zenekarhoz Chuck Berry klasszikusának, a "Johnny B. Goode"-nak az előadásában. 
A zenekar először adott elő teljes szettet Indiában a 2016. november 19-én Mumbaiban megrendezett Global Citizen Fesztivál keretében. Az előadást 80 000 ember nézte meg, és számos Bollywood-sztár is fellépett a koncert alatt. Ugyanebben a hónapban a Coldplay a londoni Absolute Radio és Magic Radio interjúiban bejelentette, hogy új dalokat fognak kiadni egy új EP-n, a Kaleidoscope EP-n . Martin azt állította, hogy az A Head Full of Dreams felvételéről megmaradt „ötletzsákból” készült, és „néhány hónapon belül” megjelenik. A zenekar hivatalosan is bejelentette, hogy az EP 2017. július 14-én jelenik meg.
2017. február 22-én a zenekar kiadta a régóta várt és beharangozott közös dalt a The Chainsmokers EDM duóval, a "Something Just Like This"-t. A dal a 2. helyet érte el a brit kislemezlistán és a 3. helyet az amerikai Billboard Hot 100-on, és ez volt a Coldplay tizenharmadik kibővített albumának, a Kaleidoscope-nak a vezető kislemeze, amely 2017. július 14-én jelent meg. A dalt élőben debütálták a 2017-es Brit Awards- on, ahol Chris Martin is előadott egy tisztelgést a néhai George Michael előtt. Március 2-án, Martin születésnapján a zenekar kiadott egy számot az EP-ről, a "Hypnotised"-ot. Az EP-ről további két kiadvány, az "All I Can Think About Is You" és az "Aliens" 2017. június 15-én, illetve július 6-án jelent meg. 2017. augusztus 15-én a Coldplay bejelentette, hogy élő albumot adnak ki az A Head Full of Dreams turné felvételeiről. 
2017. október 8-án a Coldplay élőben mutatta be új dalát, a "Life Is Beautiful"-t a San Diegó-i SDCCU Stadionban. A dalt a pueblai földrengés utáni támogatásra írták. A műsor egy részét az Estamos Unidos Mexicanos jótékonysági koncert végén sugározták a mexikóvárosi Zócalo - ban. A dal és a koncert bevételét Mexikó és más országok segélyakcióira ajánlották fel. 
2017. november 15-én a Head Full of Dreams turné 523 millió dolláros összbevétellel és 5,38 millió eladott jeggyel zárult, amivel minden idők harmadik legnagyobb bevételt hozó koncertturnéja volt. 2018. november 30-án a Coldplay kiadta a Global Citizen – EP 1 című albumot Los Unidades néven, melynek bevételét a globális szegénység felszámolására irányuló erőfeszítésekre ajánlották fel. A Coldplay ötödik élő albuma, a Live in Buenos Aires 2018. december 7-én jelent meg. A felvételek a turné La Platában tartott utolsó koncertjét tartalmazzák, míg egy második kiadvány, a Love in Tokyo kizárólag a japán piacon vált elérhetővé.

### 2019–2020:Everyday Life
2019. október 18-án titokzatos fekete-fehér plakátok kezdtek megjelenni számos országban világszerte, amelyeken a Coldplay vintage stílusú ruhákat viselt, és egy 1919. november 22-i dátumot tüntetett fel. A zenekar a közösségi médiában a profilképét napra és holdra cserélte, ami arra késztette a rajongókat, hogy új anyag küszöbön álló megjelenését feltételezzék. 2019. október 19-én egy rejtélyes, öt másodperces előzetes jelent meg a közösségi médiában, zenekari zenével a háttérben. 2019. október 21-én a rajongóknak küldött levélben a zenekar bejelentette, hogy nyolcadik stúdióalbumuk címe Everyday Life lesz, és hogy dupla album lesz, amelynek első fele Sunrise, a második fele pedig Sunset címet viseli. 
2019. október 23-án az album számlistája megjelent a helyi újságok hirdetéseiben az Egyesült Királyságban; ezek között volt a Daily Post Észak-Walesben (akinél Bucklandnek egykor volt egy nyaralási munkája) és az Express & Echo Exeterben (Martin szülővárosában). A dupla kislemezek, az "Orphans" és az "Arabesque", 2019. október 24-én jelentek meg a BBC Radio 1 Annie Mac műsorában. Az "Arabesque" volt az első Coldplay-dal, amelyben káromkodások szerepeltek. Az album 2019. november 22-én jelent meg, és egy dupla koncert kíséretében került megrendezésre a jordániai Amman Citadellában. Az előadást élőben közvetítették a YouTube-on, napkeltekor és napnyugtakor, hogy illeszkedjen az album két részéhez. Az Everyday Life füzetben egy hirdetőtáblán a "Music of the Spheres" felirat szerepelt. 
Martin korábban azt nyilatkozta, hogy a zenekar nem fog turnézni az album népszerűsítése érdekében, amíg ki nem derítik, „hogyan lehet a turnénk nemcsak fenntartható, (hanem) hogyan lehet aktívan előnyös”, és remélik, hogy az teljesen karbonsemleges lesz. A Coldplay azonban egyszeri koncertet adott 2019. november 25-én a ClientEarth jótékonysági szervezet javára a londoni Természettudományi Múzeumban. A zenekar a Hope, egy hatalmas, 128 éves kék bálna csontváz alatt játszott a múzeum nagytermében. Az album az Egyesült Királyság albumlistájának élén debütált 81 000 eladott példánnyal, ezzel a zenekar nyolcadik egymást követő listavezető albuma volt az Egyesült Királyságban. Ez volt a harmadik leggyorsabban elkelt album 2019-ben, a No.6 Collaborations Project és a Divinely Uninspired to a Hellish Extent mögött. 2020. november 24-én a Coldplay két jelölést kapott a 63. éves Grammy-díjátadóra, az egyik az Év Albuma volt, ami a Viva la Vida óta az első jelölésük ebben a kategóriában. 2020. december 21-én jelent meg a "Flags" nemzetközi szinten, a dal eredetileg az Everyday Life japán bónuszdalaként szerepelt.

### 2021–jelenleg:Music of the SpheresésMoon Music
2021. április 29-én a Coldplay bejelentette, hogy új daluk, a "Higher Power" 2021. május 7-én jelenik meg, ami egybeesett egy élő videóközvetítéssel a Nemzetközi Űrállomásról. Chris Martin egy Zane Lowe-val készített interjúban kijelentette, hogy a zenekar Max Martin producerrel és csapatával fog együttműködni mind a dalon, mind az új albumon. Azt mondta: "Max a producerünk most mindenben, amit csinálunk". 2021. május 4-én bemutatták őket a 2021-es Brit Awards előzenekaraként, ahol először adták elő a "Higher Power"-t. 
2021. május 22-én a zenekar részt vett a Live at Worth Farm közvetítésében, ahol egy új dalt mutattak be "Human Heart" címmel a We Are King R&B duóval. 2021. június 8-án debütált a YouTube-on a Dave Meyers rendezte "Higher Power" hivatalos videóklipje, amelyet egy Coldplay vizualizációs videója követett, amelyben CGI földönkívüli hologramokkal táncolva adták elő a dalt. A videó premierje 2021. május 7-én volt. 2021. július 20-án a zenekar bejelentette, hogy kilencedik albumuk, a Music of the Spheres, 2021. október 15-én jelenik meg, a záródal, a "Coloratura" pedig 2021. július 23-án jelenik meg a projekt előkészületeiként.
2021. szeptember 13-án a Coldplay bejelentette, hogy az album második kislemeze, a "My Universe", amely a dél-koreai BTS popcsapattal közösen készült, 2021. szeptember 24-én jelenik meg. A dal a harmadik helyen debütált a brit kislemezlistán, ezzel ez lett az első Top 10-es kislemezük az országban a 2017-es "Something Just Like This" óta. Emellett az amerikai Billboard Hot 100-as lista első helyén debütált. Az együttműködésről szóló rövid dokumentumfilm 2021. szeptember 26-án jelent meg a hivatalos BTS YouTube-csatornán.
A Music of the Spheres 101 045 eladott példánnyal az első helyre került a brit albumlistán, ezzel a leggyorsabban elkelt lemez lett az országban Ed Sheeran No.6 Collaborations Project (2019) óta. A negyedik helyen debütált az amerikai Billboard 200-as listáján, és mind a Top Alternative Albums, mind a Top Rock Albums listákon az élre került. 2021. október 14-én a Coldplay bejelentette a Music of the Spheres világkörüli turnét, amely 2022. március 18-án kezdődött San José-ban, a Costa Rica-i Nemzeti Stadionban, és több mint 40 országot látogatott meg.
Az együttes fontosnak tartja, hogy környezetbarát életmódot. Ennek érdekében 2021. október 15-én megjelentették a környezetbarát témájú Music of the Spheres c. albumukat, melyet az Egyesült Királyságban a Parlophone Records, míg az Egyesült Államokban az Atlantic Records ad ki. Ezzel együtt az együttes bejelentette új, 2022-es világjáró turnéjukat. A turné egyik jellegzetessége, hogy ha a koncerteken a közönség nem ugrál, kialszanak a fények. Az albumon többek között közreműködött Selena Gomez, illetve a neves dél-koreai K-pop banda, a BTS is, de Chris Martin gyermekei is hozzájárultak az album elkészüléséhez.
2021. november 23-án a "Higher Power" című dalt jelölték a legjobb popduó/csoportos előadás kategóriában a 64. éves Grammy-díjátadón. 2021 decemberében Martin egy BBC-nek adott interjúban elmondta, hogy a Coldplay további három albumot ad ki 2025-ig, amelyek közül az egyik "egyfajta musical" lesz, míg az utolsó egy "vissza az alapokhoz" című, öncímmel ellátott lemez. Hozzátette azonban, hogy a zenekar 2025 után is aktív lesz kisebb kiadásokkal és világkörüli turnékkal. 2022. február 23-án a zenekar kiadta a "Let Somebody Go" új, lecsupaszított változatát, valamint Kid Cudi "Day 'n' Nite" című dalának egy feldolgozását. Mindkét dal a Spotify Singles sorozat része volt. Később három jelölést kaptak a 65. éves Grammy-díjátadón, köztük az Év Albuma és a Legjobb Popvokális Album kategóriákban. 
A csapat tizedik stúdióalbuma 2024. október 4-én jelent meg Moon Music címmel. Első kislemeze a Feels Like I'm Falling in Love lett amely 2024. június 21-én jelent meg. Ezt követte a We Pray című második kislemez 2024. augusztus 23-án, majd jött az All My Love című harmadik kislemez 2024. október 4-én.
A Moon Music 16 országban érte el az első helyet, túlszárnyalva az Egyesült Királyságban a Top 40 többi slágerének együttes eladásait. Az album az Egyesült Államokban is vezette a Billboard 200-as listáját, ezzel 2016 óta először került egy brit együttes egyszerre mindkét lista élére. Vizuális kísérőalbuma, az A Film for the Future, 2025 januárjában jelent meg. A Coldplay két koncertet is adott a Narendra Modi Stadionban ugyanabban a hónapban, ami a 21. század legnagyobb stadionlátogatottságát eredményezte, esténként több mint 111 000 emberrel.

## Stílus
Nagy hatást tett a Coldplay-re a skót Travis. Chris Martin egy interjúban, mely a német SWR3-ban hangzott el, azt mondta, hogy a Travis nélkül ma valószínűleg nem is létezne a Coldplay. A dalírásukon, különösen korábban, nagyon érezhető volt Jeff Buckley befolyása. Ez a leginkább a "Shiver" című számukon érezhető. Az újabb dalokat már a Radiohead és a U2 iránya is jellemzi. Ezeken kívül az Echo and the Bunnymen, illetve annak énekese, Ian McCulloch (akihez Chris Martint egyébként szoros barátság fűz), valamint George Harrison határozta meg az együttes zenei világát. A "Viva la Vida" című albumon a "Violet Hill" című számon érezhető a Beatles hatása. Címét egy londoni utcáról kapta, amely az Abbey Road közelében található.

## Közélet, jótékonyság
A Coldplay évek óta támogatja az Oxfam segélyszervezetet. Chris Martin a legismertebb arca az Oxfam igazságos kereskedelmi kapcsolatokért folytatott Make Trade Fair kampányának. Az együttes mindig kiáll az Amnesty International céljaiért is. Szociális elkötelezettségüket mutatja az is, hogy felléptek különböző jótékony célú projektokban, mint például a Live 8 koncerten, a Band Aid 20 videójában. 2009-ben részt vett
az ausztráliai bozóttüzek és áradások károsultjainak megsegítésére tartott Sound Relief koncerten.

## Diszkográfia

### Albumok
- Parachutes (2000)
- A Rush of Blood to the Head (2002)
- Live 2003 CD/DVD (2003)
- X&Y (2005)
- Viva la Vida or Death and All His Friends (2008)
- Mylo Xyloto (2011)
- Live 2012 CD/DVD (2012)
- Ghost Stories (2014)
- A Head Full of Dreams (2015)
- Everyday Life (2019)
- Music of the Spheres (2021)
- Moon Music (2024)

### Kislemezek
- Brothers and Sisters, 1999 (nincs album)
- Shiver, 2000 (Parachutes)
- Yellow, 2000 (Parachutes)
- Don't Panic, 2000 (Parachutes)
- Trouble, 2001 (Parachutes)
- In My Place, 2002 (A Rush of Blood to the Head)
- The Scientist, 2002 (A Rush of Blood to the Head)
- Clocks, 2003 (A Rush of Blood to the Head)
- God Put a Smile Upon Your Face, 2003 (A Rush of Blood to the Head)
- Speed of Sound, 2005 (X&Y)
- Fix You, 2005 (X&Y)
- Talk, 2005 (X&Y)
- The Hardest Part, 2006 (X&Y)
- Violet Hill, 2008 (Viva la Vida or Death and All His Friends)
- Viva la Vida, 2008 (Viva la Vida or Death and All His Friends)
- Lost!, 2008 (Viva la Vida or Death and All His Friends)
- Life In Technicolor ii, 2009 (Viva la Vida or Death and All His Friends)
- Strawberry Swing, 2009 (Viva la Vida or Death and All His Friends)
- Christmas Lights, 2010 (nincs album)
- Every Teardrop Is A Waterfall, 2011 (Mylo Xyloto)
- Paradise, 2011 (Mylo Xyloto)
- Charlie Brown, 2012 (Mylo Xyloto)
- Princess Of China, 2012 (Mylo Xyloto)
- Hurts Like Heaven, 2012 (Mylo Xyloto)
- Up In Flames, 2012 (Mylo Xyloto)
- Atlas, 2013 (The Hunger Games: Catching Fire – filmzene)
- Magic, 2014 (Ghost Stories)
- Midnight, 2014 (Ghost Stories)
- A Sky Full of Stars, 2014 (Ghost Stories)
- True Love, 2014 (Ghost Stories)
- Ink, 2014 (Ghost Stories)
- Miracles, 2014 (Unbroken – filmzene)
- Adventure of a Lifetime, 2015 (A Head Full of Dreams)
- Hymn for the Weekend, 2016 (A Head Full of Dreams)
- Up & Up, 2016 (A Head Full of Dreams)
- A Head Full of Dreams 2016 (A Head Full of Dreams)
- Everglow 2016 (A Head Full of Dreams)
- Something Just Like This feat. Chainsmokers 2017 (Kaleidoscope)
- Miracles (Someone Special) feat. Big Sean 2017 (Kaleidoscope)

### EP és egyéb
- 1998: Ode To Deodorant (demo kazetta)
- 1998: Safety (EP) / Saját kiadás
- 1999: Brothers & Sisters (EP) / Fierce Panda Records. 1999. április 2.
- 1999: The Blue Room (EP) / Parlophone. 1999. október 11.
- 2001: Norwegian Live (EP) / Parlophone. 2001. augusztus 27.
- 2001: Mince Spies / Parlophone
- 2008: Violet Hill. A Spell A Rebel Yell / Parlophone. 7-Zoll Vinyl.
- 2008: Death Will Never Conquer (Ingyenesen letölthető MP3 a Coldplay.com-ról. 2008. július 14.
- 2008: Prospekt's March (EP) / Parlophone. 2008. november 24.
- 2009: LeftRightLeftRightLeft (koncertalbum, ingyenesen letölthető)
- 2017: Kaleidoscope (EP) / Parlophone. 2017. július 14.

## Díjak, elismerések
- New Musical Express Award 2001. Legjobb kislemez: Yellow
- New Musical Express Award 2001. Legjobb művész
- New Musical Express Award 2001. Az év legjobb szezonja (Radio 1)
- Grammy 2002. Legjobb alternatív zenei album: Parachutes
- Grammy 2003. Együttes írta legjobb rockdal: In My Place
- Grammy 2003. Legjobb alternatív album: A Rush of Blood to the Head
- Grammy 2004. Az év lemeze: Clocks
- MTV Europe Music Awards 2005. Legjobb brit/ír művész
- MTV Europe Music Awards 2005. Legjobb dal: Speed of Sound
- Brit Awards 2001. Legjobb album: Parachutes
- Brit Awards 2001. Legjobb együttes
- Brit Awards 2003. Legjobb album: A Rush of Blood to the Head
- Brit Awards 2003. Legjobb együttes
- Brit Awards 2005. Legjobb dal: Speed of Sound
- Brit Awards 2005. Legjobb album: X&Y
- Echo 2006. Nemzetközi együttes

## Nyomtatott irodalom
- Stephen Davis: Coldplay: In Our Words. Little, Brown Book Group. 2004. ISBN 0-316-72861-6

Szinopszis: A Coldplay tagjai saját szavaikkal és Kevin Westenberg rockfényképész képeivel számolnak be a 2003-as világturnéjukról.
- Alex Hannaford: Coldplay. Artnik Books. 2005. ISBN 3-89602-714-X
- Martin Roach: Coldplay. Nobody Said It Was Easy. Bosworth. London, 2003. ISBN 0-7119-9810-8

Szinopszis: Az első monográfia a Coldplay együttesről.
- Gary Spivack: Coldplay: Look at the Stars. Pocket Books. 2005. ISBN 0-7434-9196-3

Szinopszis: A bennfentes szerző arról ír, miként emelkedett sztárrá a Coldplay az USA-ban. Anekdoták, személyes portrék, 100 színes fénykép segítségével bepillantást enged a kulisszák mögé is.

## DVD-dokumentáció
- Coldplay – The Coldplay Phenomenon. The Independent Review. DVD-videó. 2007. SPV124207 EAN/UPC kód: 0823880023064

Szinopszis: A dokumentáció a brit alternatív rockegyüttes karrierjét mutatja be. Bepillantást nyújt a kulisszák mögé is. Neves kritikusok és zenész pályatársak véleményét is közli a Coldplayről. Független, ugyanis az összeállítást, illetve annak készítőit az együttes tagjai semmilyen módon nem próbálták befolyásolni.

## Fordítás
- Ez a szócikk részben vagy egészben  a   Coldplay című angol Wikipédia-szócikk fordításán alapul.  Az eredeti cikk szerkesztőit annak laptörténete sorolja fel. Ez a jelzés csupán a megfogalmazás eredetét és a szerzői jogokat jelzi, nem szolgál a cikkben szereplő információk forrásmegjelöléseként.
- Ez a szócikk részben vagy egészben  a   Coldplay című német Wikipédia-szócikk fordításán alapul.  Az eredeti cikk szerkesztőit annak laptörténete sorolja fel. Ez a jelzés csupán a megfogalmazás eredetét és a szerzői jogokat jelzi, nem szolgál a cikkben szereplő információk forrásmegjelöléseként.

## Weblinkek
- Hivatalos honlap (angol nyelvű)
- Coldplay a MySpace.com-on (angol nyelvű)
- Coldplay az EMI kiadó oldalán (angol nyelvű)[halott link]
- Magyar link-gyűjtemény (magyar nyelvű)